# Cansei de Ser Sexy

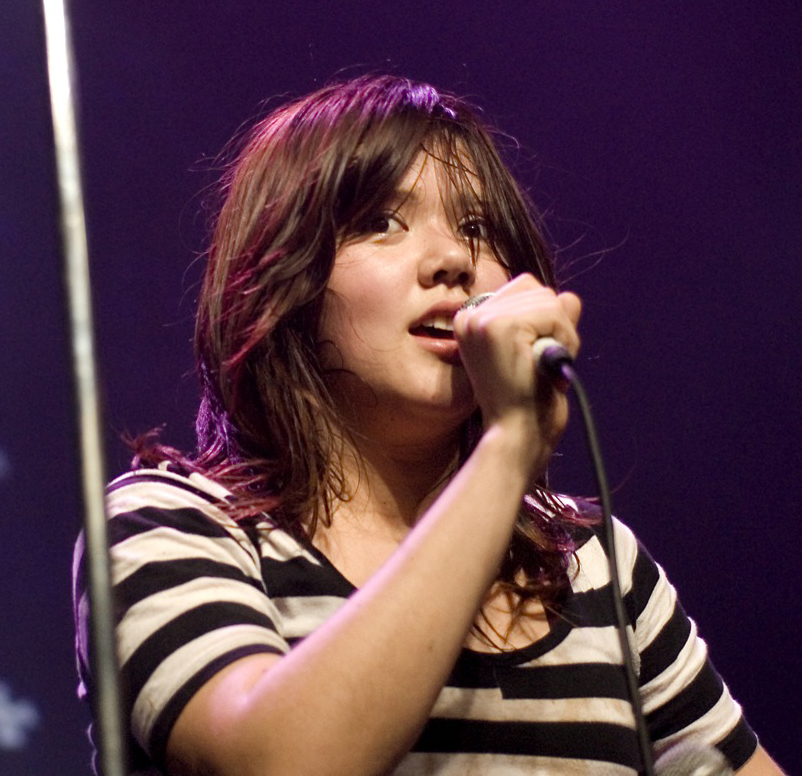
Lovefoxxx

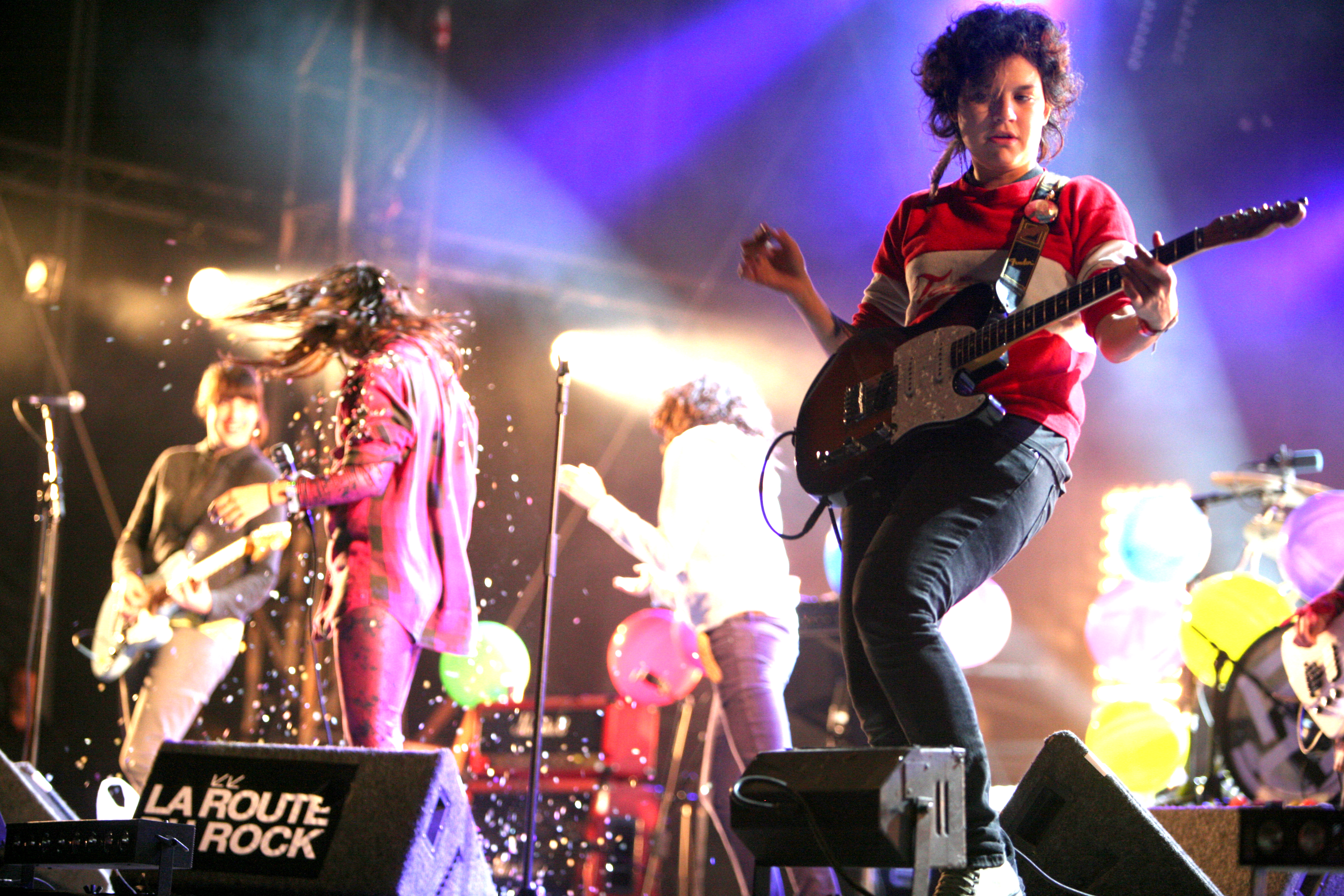
Cansei de Ser Sexy vid Route du Rock 17 augusti 2007

Cansei de Ser Sexy (portugisiska för Jag är trött på att vara sexig), även kända som CSS, är ett brasilianskt indierockband från São Paulo. I Sverige är de kanske mest kända för singeln "Lets Make Love and Listen to Death From Above" som bland annat har spelats ganska ofta på Sveriges Radio P3.
Bandet kännetecknas bland annat av en fokusering på stil, mode och uttryck snarare än på musikaliska ambitioner, och av deras brutna engelska med brasiliansk accent. Deras musik är influerad av elektrorock och även andra konstnärliga uttryckssätt, som till exempel design, filmer och mode. Texterna är ofta humoristiska och skrivs på engelska och portugisiska.

## Medlemmar
- Lovefoxxx - ledande sång
- Adriano Cintra - basgitarr
- Luiza Sá - gitarr, trummor och keyboard
- Ana Rezende - gitarr,  keyboard och munspel
- Carolina Parra - gitarr

### Före detta medlemmar
- Maria Helena Zerba - keyboard
- Iracema Trevisan - basgitarr

## Diskografi
- Em Rotterdam Já É uma Febre (Independent) - 2004
- A Onda Mortal / Uma Tarde com PJ (Independent) - 2004
- Cansei de Ser Sexy (Trama) - 2005
- CSS SUXXX (Trama) - 2005
- Cansei de Ser Sexy (amerikansk version) (Sub Pop) - 2006
- Donkey (Sub Pop/Warner) - 2008

## Singlar
- Ódio Ódio Ódio, Sorry C. - 2003
- Meeting Paris Hilton - 2004
- Off The Hook - 2005
- Alala - 2005
- Let's Make Love And Listen To Death From Above - 2006
- Alala (internationell lansering) - 2006
- Alcohol - 2007
- Music Is My Hot, Hot Sex - 2007
- Rat Is Dead (Rage) - 2008
- Left Behind - 2008